# Great American Bank Classic 1989
Great American Bank Classic 1989 — жіночий тенісний турнір, що проходив на відкритих кортах з твердим покриттям La Costa Resort and Spa у Сан-Дієго (США). Належав до турнірів 3-ї категорії в рамках Туру WTA 1989. Тривав з 31 липня до 6 серпня 1989 року. Перша сіяна Штеффі Граф здобула титул в одиночному розряді.

## Фінальна частина

### Одиночний розряд
Штеффі Граф —  Зіна Гаррісон 6–4, 7–5
- Для Граф це був 9-й титул в одиночному розряді за сезон і 39-й — за кар'єру.

### Парний розряд
Еліз Берджін /  Розалін Феербенк —  Гретхен Магерс /  Робін Вайт 4–6, 6–3, 6–3
- Для Берджін це був єдиний титул за сезон і 10-й — за кар'єру. Для Феербенк це був єдиний титул за сезон і 1-й — за кар'єру.